# Божко Петро Юхимович
 Божко Петро Юхимович (*7 (20) грудня 1907, с. Харківці, Полтавська губернія, Російська імперія — 27 квітня 1993 1993, Харків) — український вчений у галузі птахівництва. Заслужений діяч науки УРСР (1968).

## Біографія
По закінченні школи вступив до Київського ветеринарно-зоотехнічного інституту. Закінчив його у 1929 році.
З 1952 року працював у Харківському зооветеринарному інституті. Займався викладацькою і науковою діяльністю.

## Наукова діяльність
Наукові дослідження П. Божка були пов'язані із практичними питаннями інтенсифікації птахівництва на промисловій основі.
Вийшли друком:
- Божко, Петр Ефимович, Сенников, Анатолий Антонович. Производство утиного мяса в совхозе «Яготинский». М.: Колос, 1965.— 152 с: ил, табл.
- Петр Ефимович Божко Производство яиц и мяса птицы на промышленной основе: [учебник для студентов вузов] / [Для спец. 1506 «Зоотехния»] / П. Е. Божко 366 с. ил. 20 см 3-е изд., перераб. и доп. М. Колос 1976.